# Castello di Valperga
Il castello di Valperga sorge a Valperga, nel Canavese.

## Storia
Il castello è anteriore all'anno Mille, edificato probabilmente da un consortile di famiglie nobili insediate nell'area cuorgnatese. Intorno all'XI secolo divenne unico proprietario Guido, i cui nipoti Guido V e Arduino diedero origine ai conti di Valperga. La tradizione locale lo considera invece costruito dal conte del Canavese Ardicione (o Arduino), ritenuto discendente dal Re Arduino e dai suoi figli.
Nel 1309 un decreto del 9 giugno di Filippo di Acaia investiva i conti di Valperga del castello e castellania di Valperga e Valpergato, con giurisdizione e pertinenze del borgo di Cuorgnè, di una quarta parte del quartiere di Rivarolo, di metà del castello di Pont e Valli e di vari altri feudi.
Nel 1600 il castello venne diviso tra i due rami Valperga di Valperga e Valperga di Masino; essendo morto Gerolamo Valperga di Masino senza discendenza maschile, la sua porzione passò alla figlia Marianna, sposa ad Arduino Valperga di Rivara. L'intero castello passò poi in eredità alla loro figlia Francesca, che lo portò in dote allo sposo Federico Valperga di san Giorgio.
Nel 1776, estinto questo ramo con Guido Francesco Aldobrandino del Carretto di Castellargento, il castello di Valperga e tutti i beni passarono alla nipote più diretta, Anna Vittoria San Giorgio di Balangero, sposata a Paolo Coardi di Carpenetto, marchese di Bagnasco.
Dalla seconda metà del XX secolo la struttura appartiene alla congregazione delle Figlie della Sapienza.

## Descrizione
La struttura è caratterizzata da torri che circondano edifici aggiunti via via con il tempo. Del nucleo più antico del castello rimane la torre a pianta rettangolare che costituisce l’ingresso e le torri a pianta circolare del corpo centrale.
L'edificio venne ampliato e rimodellato a partire dal 1807, assumendo progressivamente l’aspetto di villa con facciata neoclassica, giardino e parco.
Nelle vicinanze sorge la chiesa di san Giorgio, coeva del castello, che custodisce una Passione di Cristo del XV secolo, esempio dei cicli pittori medioevali dell'Alto Canavese. Interni ed esterni della chiesa vennero affrescati da Pietro de Scotis e da esponenti della scuola di Giacomo Jaquerio.